# Willa Jacobsena
Willa Jacobsena – zabytkowy budynek administracyjny, zlokalizowany w katowickiej dzielnicy Szopienice-Burowiec, przy ul. ks. bpa Herberta Bednorza 60.
Obiekt wzniesiono na początku XX wieku w stylu historyzmu i modernizmu. Budynek obiekt jest murowany z cegły i posiada szachulcową dekorację. Jego właścicielem był Eryk Jacobsen, od którego nazwiska wziął nazwę. Budynek wpisano do rejestru zabytków 17 czerwca 1982 roku (nr rej.: A/1291/82, obecnie nr A/1042/22) – granice ochrony obejmują obiekt w ramach ogrodzenia. 
Podczas III powstania śląskiego w budynku przebywał Wojciech Korfanty, skąd redagował czasopismo Powstaniec.
Obecnie w budynku mieści się Komunalny Zakład Gospodarki Mieszkaniowej – Oddział Eksploatacji Budynków Nr 2 w Katowicach.